# 白點箬鰨
白點箬鰨為輻鰭魚綱鰈形目鰨亞目鰨科的其中一種，為熱帶魚類，分布於中東大西洋塞內加爾、幾內亞灣至剛果共和國的諾亞港半鹹水域、海域，棲息深度可達50公尺，體長可達35公分，棲息在沙泥底質底層水域，生活習性不明，可做為食用魚。

## 扩展阅读
維基物種上的相關：白點箬鰨